# Penitenza
Penitenza is een Nederlandstalig boek van Dimitri Van Hove en Karin Kallenberg, uitgegeven door Ellessy Crime.